# Allan Bock
Allan Asp Bock (9. februar 1890 i København – 5. januar 1982 sammesteds) var en dansk civilingeniør, erhvervsmand og forfatter.
Han var søn af fabrikejer, ingeniør Alexander Bock og hustru Alma f. Fenger, blev student fra Borgerdydskolen i Helgolandsgade 1908 og cand. polyt. 1915. Bock blev så ingeniør ved familiefirmaet O.F. Asps Lys- og Sæbefabrikker 1915 og medindehaver af samme fra 1917. 1919 var han medstifter af Det Danske Medicinal- & Kemikalie Kompagni og var direktør i samme 1919-24, direktør for The Polish Oversea Trading Co., Ltd. 1924-26, medindehaver af Harild Vandmølle Ørredkulturer til 1934 og havde derefter egen ingeniørvirksomhed.
Bock blev forretningsleder for firmaet Le Klint 1943, direktør for samme 1945 og var medlem af direktionen for A/S Le Klint 1953-71, derefter kommitteret. Han var konsulent ved Industrirådets studiekommission 1917-19, ved Alex Foss' og C.F. Jarls Fond 1924-34, ved Laurits Andersens Fond 1934-38 og var medlem af Industrirådet 1918-25.
Han er begravet på Assistens Kirkegård.

## Hæder
- 1972: Adam Oehlenschläger-legatet
- 1974: Kritikernes ærespris

## Ægteskaber
Gift l. gang 26. marts 1915 med Agnete Cathrine Ræder (25. februar 1891 - 11. august 1988), datter af kontorchef Johan George Frederik Ræder (1834–1909) og Agnes Elise Albertha Helsted (1848–1929, gift 1. gang 1874 med magister Oscar Alexander Ræder, 1844-1877). Ægteskabet opløst 1922.
Gift 2. gang 24. juni 1952 i Bethlehemskirken med forretningsleder Agnete Bech (7. juli 1910 i Silkeborg - ? (gift 1. gang 1936 b.v.) med baron Emil Gyldenkrone, 1910-(dødsformodningsdom)1955; ægteskabet opløst 1943), datter af proprietær Jens Bech (1882-1968) og Agnes Laursen (1882-1927).

## Forfatterskab
- Byen ved Floden, Digte fra Polen, 1928.
- Sang. Hørespil med Musik af Ebbe Hamerik, Statsradiofonien 1933.
- Øen, 1942, roman.
- Bogen om Ruth, 1955, fortælling på vers
- Skrevet i mandtal, 1968, versroman.
- Lavinen, 1971 versroman.
- Digte, kronikker m. v. i presse og tidsskrifter
- Tekniske arbejder om fiskerispørgsmål, erstatningsproblemer
- Har oversat Zofia Nałkowska: Enkehuset (Det Kongelige Teater, 1931).